# InPost
InPost — польський приватний поштовий оператор зі штаб-квартирою у Кракові. Належить групі компаній «Integer.pl S.A.».
Компанія володіє найбільшою у Польщі мережею поштоматів. На грудень 2021 року оператор обслуговує мережу з 16 000 поштоматів по всій території Польщі.
Центральний логістичний центр компанії розташований у селі Воля Биковська Лодзинського воєводства, поблизу Пйотркува-Трибунальського.

## Історія
Вихід «InPost» на логістичний ринок у листопаді 2006 року співпав зі страйками листонош «Пошти Польської». У 2006 році «Poczta Polska» займала монопольне становище на ринку, і зважаючи на нормативні акти, була єдиною компанією, здатною доставити найбільший об'єм відправлень до 50 г. Крім того, на 2011 рік планувалася лібералізація ринку поштових послуг, однак цей процес змістився на два роки, до 1 січня 2013 року.
Створення «InPost» стало наслідком комерційного розвитку «Integer.pl», що працює в секторі розповсюдження адресних відправлень. Основою для його створення стали інфраструктура та технологічні засоби, що використовуються як частина дистрибуційних послуг. Згідно концепції базового бізнес-плану компанії, діяльність, здійснювана протягом перших кількох років, мала вивести її на позицію лідера ринку. Цієї мети було досягнуто до 2012 року, коли «InPost» взяв на себе 16% акцій «Poczta Polska».
У 2015 році «InPost» придбала 100% акції Польської поштової групи. Акції «InPost» дебютували на Варшавській фондовій біржі 13 жовтня 2015 року.
У зв'язку з розірванням договорів з рядом корпоративних клієнтів на початку 2016 року, зменшенням обсягу відправлень та ціновим тиском, «InPost» вирішив реструктуризувати, а потім завершити діяльність у сфері традиційних відправлень з 1 серпня 2016 року та зосередитись на діяльнюсті у сфері перспективних послуг, пов'язаних із ринком електронної комерції, таких як, зокрема, зареєстровані списки, «SmartCourier» та підвищення потенціалу служби кур'єрських та поштоматних відправлень.
У 2019 році компанія запустила додаток «InPost Mobile» з функцією віддаленого відчинення комірок поштоматів. Додаток доступний у «Google Play», «App Store» та «Huawei AppGallery».

## Діяльність
«InPost» — найбільший логістичний оператор мережі поштоматів, які працюють в режимі 24/7. Термінали розташовані в безпосередній близькості від житлових будинків і магазинів та доступні 24/7. На жовтень 2021 року компанія мала понад 15 000 поштоматів самообслуговування в усій Польщі.
«InPost» надає осносвні послуги:
- Поштомати — мережа пристроїв для прийому та відправлення посилок у будь-який час.
- Кур'єр — форма доставки до дверей одержувача конвертів або пакетів у будь-яку точку Польщі. Термін доставки залежить від типу кур'єрської послуги.
- InPost Fulfillment — аутсорсинг послуг[10].
- InPost Abonamenty — пропозиція щодо електронної комерції. Кожна передплата послуг включає в себе один договір на кур'єрські та послуги поштоматів[11].
- Пропозиція для продавців інтернет-аукціону «Allegro» — послуги «Allegro» поштомат 24/7 «InPost», «Allegro miniKurier24 InPost», «Allegro Kurier24 InPost»[12].
- InPost Szybkie Nadania  — проста послуга відправлення посилок у поштоматах та доставка посилок без необхідності налаштування облікового запису та реєстрації[13].
- Посилка у вихідні дні — сервіс впроваджує доставку до мережі поштоматів у суботу та неділю[14]. InPost — перший логістичний оператор, який запустив службу доставки у вихідні по всій країні.
- Мобільний додаток «InPost Mobile» — додаток має інноваційну функціональність віддаленого відкриття комірок в поштооматах[15]. Це дозволяє отримувати відправлення, не торкаючись дисплея терміналу.

«InPost» активно впроваджує програму мінімалізації впливу на довкілля, особливо в умовах зменшення викидів вуглецю — одного кур'єра достатньо, щоб доставити відправлення до цілої групи поштоматів. До 2020 року компанія планувала замінити 30% своїх автомобілів на електромобілі.

## Мережа поштоматів за кордоном

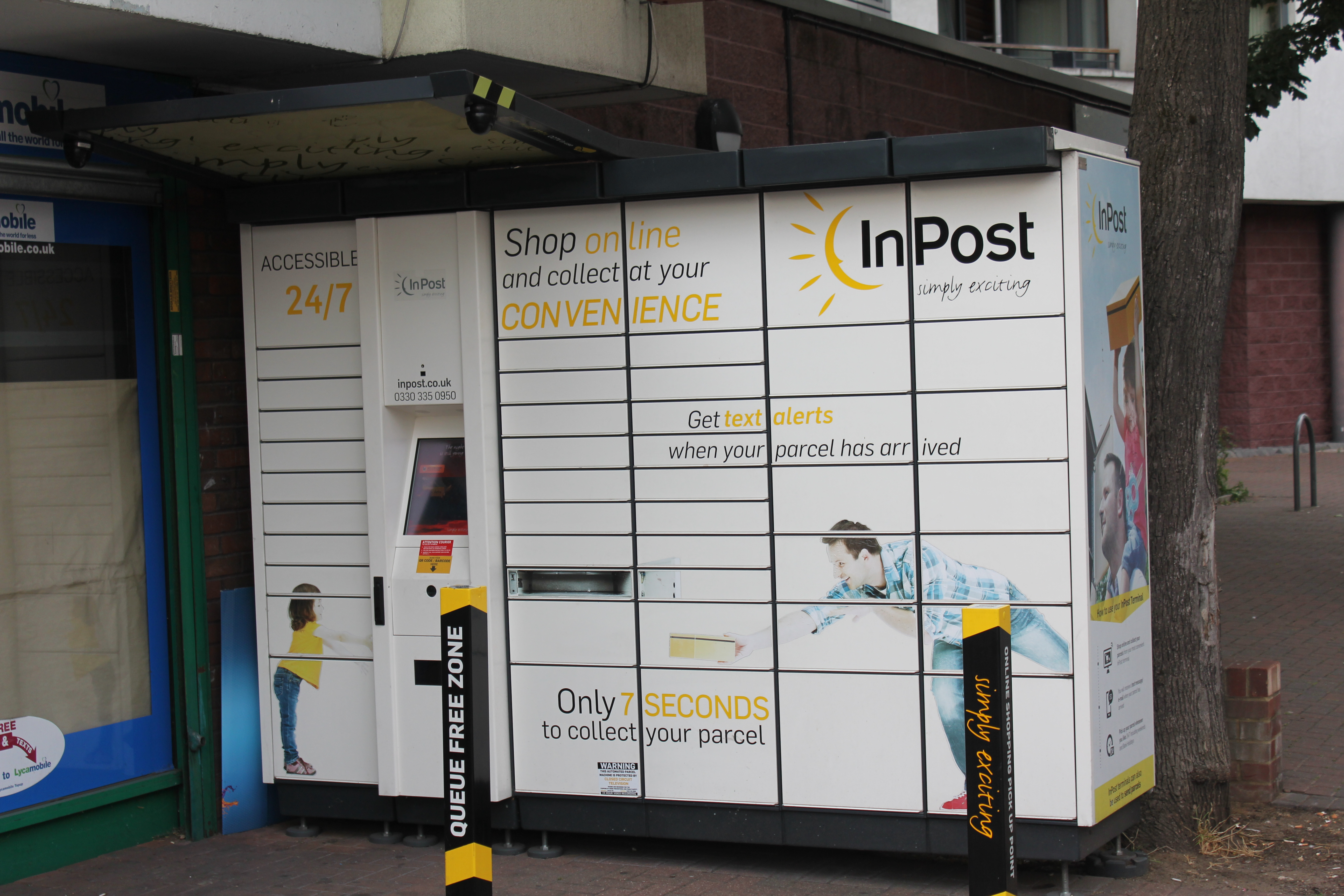
Поштомат «InPost» у Лондоні (липень 2015)

Поштомати «InPost» працюють за кордоном. Окрім Польщі, компанія працює під своїм брендом у Великій Британії та Італії. У 2019 році у Сполученому Королівстві було понад 800 комірок для посилок, а в Італії — близько 300. Компанія виграла тендер на доставку поштоматів для міста Зальцбург в Австрії. У місті буде 1000 терміналів. Поштомати використовувались у мережах місцевих кур'єрських або поштових компаній таких країн: Об'єднані Арабські Емірати, Естонія, Литва, Латвія, Чехія, Словаччина, Словенія, Ісландія, Ірландія, Колумбія, Бразилія та Австралія.

## Доставка в Україну
У кінці 2019 року компанія «InPost» у співпраці з «Укрпоштою» та «Smart Forwarding» запустила доставку посилок з Польщі до України через власну мережу поштоматів та за посередництва кур'єрів протягом 3-6 днів з часу відправки.

## Галерея
|                                                  |
| Кур'єр біля поштомату. Варшава, вул. Познанська. |

|                                                              |
| Поштомат у місті Томашув-Мазовецький, Мазовецьке воєводство. |

|                                                                            |
| Малий поштомат поблизу магазину мережі «Lewiatan» у Томашуві-Мазовецькому. |

|                                                          |
| Поштомат компанії в місті Ричмонд-Гілл, Онтаріо, Канада. |